# RC Calais
RC Calais is een Franse voetbalclub uit Calais. 

## Geschiedenis van de club
Na het verdwijnen van traditieclub Calais RUFC in 2017 werd Calais FC Hauts-de-France opgericht door oude leden van de ter ziele gegane club. De club begon in de lagere divisies, twaalfde klasse, maar kon vier promoties in vijf jaar afdwingen. 
In 2019 fuseerden de club FC Grand Calais en Amicale Pascal Calais tot Grand Calais Pascal FC. De club met rood-groene clubkleuren slaagde er in 2022 in te promoveren naar de Régional 1, de zesde klasse. 
Op 30 april 2023 bekeken beide clubs of een fusie mogelijk was en deze werd beklonken op 14 juni 2023 onder de naam Racing Club de Calais, ter ere van de oude club met dezelfde naam die bestond van 1902 tot 1974, toen ze opging in de fusie met US Calais tot Calais RUFC. Hoewel de club dezelfde naam heeft maakt ze geen aanspraak op de geschiedenis van de voorganger. 